# 東古瀬戸町
東古瀬戸町（ひがしこせとちょう）は、愛知県瀬戸市古瀬戸連区の町名。丁番を持たない単独町名である。

## 地理
- 瀬戸市の中央部に位置する[8]。西を西古瀬戸町、北を五位塚町、東を馬ケ城町、南を西拝戸町・古瀬戸町と隣接している[8]。
- 住宅と陶磁器関係の中小工場が混在している[8]。

### 河川
- 古瀬戸川（瀬戸川支流） ： 町の北部を西流している。
- 北拝戸川（拝戸川支流） ： 町の南東端、西拝戸町との町境を西流している。

- 古瀬戸川（東古瀬戸町内）
- 北拝戸川（東古瀬戸町・西拝戸町境）

### 学区
市立小・中学校に通う場合、学区は以下の通りとなる。また、公立高等学校普通科に通う場合の学区は以下の通りとなる。
| 番・番地等 | 小学校                 | 中学校                 | 高等学校 |
| ---------- | ---------------------- | ---------------------- | -------- |
| 全域       | 瀬戸市立にじの丘小学校 | 瀬戸市立にじの丘中学校 | 尾張学区 |

## 歴史

### 町名の由来
明治時代の瀬戸村の中で最も古くからあったこの集落に｢古｣の字を冠して「古瀬戸」と呼ぶようになり、その集落の東部にあることから名付けられたと推察される。

### 沿革
- 1942年（昭和17年）1月9日 - 瀬戸市大字瀬戸字古瀬戸・紺屋田の一部により、同市東古瀬戸町として成立[2]。

## 世帯数と人口
2025年（令和7年）2月1日現在の世帯数と人口は以下の通りである。
| 町丁       | 世帯数 | 人口  |
| ---------- | ------ | ----- |
| 東古瀬戸町 | 94世帯 | 171人 |

### 人口の変遷
国勢調査による人口の推移
| 1995年（平成7年）  | 321人 | [ 12 ] |  |
| 2000年（平成12年） | 306人 | [ 13 ] |  |
| 2005年（平成17年） | 293人 | [ 14 ] |  |
| 2010年（平成22年） | 240人 | [ 15 ] |  |
| 2015年（平成27年） | 222人 | [ 16 ] |  |
| 2020年（令和2年）  | 195人 | [ 17 ] |  |

### 世帯数の変遷
国勢調査による世帯数の推移。
| 1995年（平成7年）  | 128世帯 | [ 12 ] |  |
| 2000年（平成12年） | 135世帯 | [ 13 ] |  |
| 2005年（平成17年） | 136世帯 | [ 14 ] |  |
| 2010年（平成22年） | 122世帯 | [ 15 ] |  |
| 2015年（平成27年） | 111世帯 | [ 16 ] |  |
| 2020年（令和2年）  | 96世帯  | [ 17 ] |  |

## 交通

### 鉄道
町内に鉄道は走っていない。最寄り駅は、名鉄瀬戸線尾張瀬戸駅になる。

### バス
名鉄バス「本地ヶ原線」
- 【10】瀬戸駅前 - 古瀬戸 - 赤津 系統 ： 古瀬戸バス停（赤津方面乗り場）[8]

名鉄バス「しなの線（瀬戸北線）」
- 【1】【1H】【2】【2H】【3】【4】瀬戸駅前 - 古瀬戸 - しなのバスセンター - 上品野 系統 ： 古瀬戸バス停（瀬戸駅前方面乗り場）[8]・紺屋田バス停（瀬戸駅前方面乗り場）

- 古瀬戸バス停（本地ヶ原線）
- 古瀬戸バス停（しなの線）
- 紺屋田バス停

### 道路
- 国道248号・国道363号（重複区間） ：  町の西端部、西古瀬戸町との境界部を南北に走っている。
- 愛知県道212号窯元東古瀬戸線[8] ： 町の南端、古瀬戸町との町境付近を東西に走っており、町の南西端の東古瀬戸町交差点が終点となる。

- 国道248号・県道212号標識（東古瀬戸町内）

## 施設
- 株式会社 古瀬戸陶土 ： 陶磁器原料の製造を行っている会社[18]。
- 東古瀬戸児童遊園 ： 町の中央部にある公園。ブランコ・すべり台・リングトンネル・登り棒・土管状の遊具などがある。

- 株式会社 古瀬戸陶土
- 東古瀬戸児童遊園

## その他

### 日本郵便
- 郵便番号 : 489-0037[6]（集配局：瀬戸郵便局[19]）。